# Tomaszówki Dolne
Tomaszówki Dolne (około 460 m) – porośnięte lasem wzniesienie w miejscowości Bębło w województwie małopolskim, w powiecie krakowskim, w gminie Wielka Wieś na Wyżynie Olkuskiej. Na mapie Geoportalu opisane jako Tomaszówka Dolna lub Tomaszówki Prawe i Tomaszówki Lewe. Znajduje się w odległości około 300 m na południowy wschód od Jaskini Nietoperzowej, po drugiej stronie drogi. Wznosi się w lewych zboczach górnej części Doliny Będkowskiej na wysokość około 40 m nad dnem doliny. Od południowego zachodu Tomaszówki Dolne sąsiadują z wzniesieniem Łabajowej Góry.

## Skały
W północnych zboczach Tomaszówek Dolnych znajduje się grupa skał Tomaszówki Dolne. Od 1970 roku skały te mają status pomnika przyrody. Skały mają wysokość 6–12 m, ściany połogie, pionowe lub przewieszone z takimi formacjami skalnymi jak: komin, filar i zacięcie. Na skale Tomaszówki uprawiana jest na wspinaczka skalna. Jest 12 dróg wspinaczkowych o trudności od III+ do VI.2+ w skali trudności Kurtyki. 7 dróg posiada zamontowane punkty asekuracyjne (ringi i stanowiska zjazdowe).
Skały Tomaszówek Dolnych i Dupnej Góry są ważnymi geostanowiskami. Są to ostańce zbudowane z białych mikrytowych wapieni pochodzących z okresu od późnej jury do holocenu. Są nieuławicone, lub słabo uławicone, miejscami gruzłowate, o powierzchni pokrytej kanalikami i wgłębieniami (tzw. ospa krasowa). Skały są dobrze zachowane, w miejscach oświetlonych porośnięte porostami, glonami, mchami, paprociami i niskimi roślinami kwiatowymi. Ich otoczenie porośnięte jest drzewami i krzewiastymi chaszczami. Wskazane byłoby częściowe ich usunięcie, zwłaszcza od strony północnej.

## Jaskinie
W skałach Tomaszówek Dolnych i Łabajowej Góry znajduje się kilka jaskiń i schronisk:
- Dziurawiec na Tomaszówkach Dolnych (długość 6,5 m),
- Jaskinia na Tomaszówkach Dolnych (długość 100 m),
- Jaskinia na Tomaszówkach Dolnych Druga (długość 18 m),
- Jaskinia na Tomaszówkach Dolnych Czwarta (długość 31 m),
- Schronisko na Tomaszówkach Dolnych Pierwsze (długość 10 m),
- Tunel Ciasny na Tomaszówkach Dolnych (długość 12 m),
- Tunel Stromy na Tomaszówkach Dolnych (długość 11 m)[5].

## Przypisy

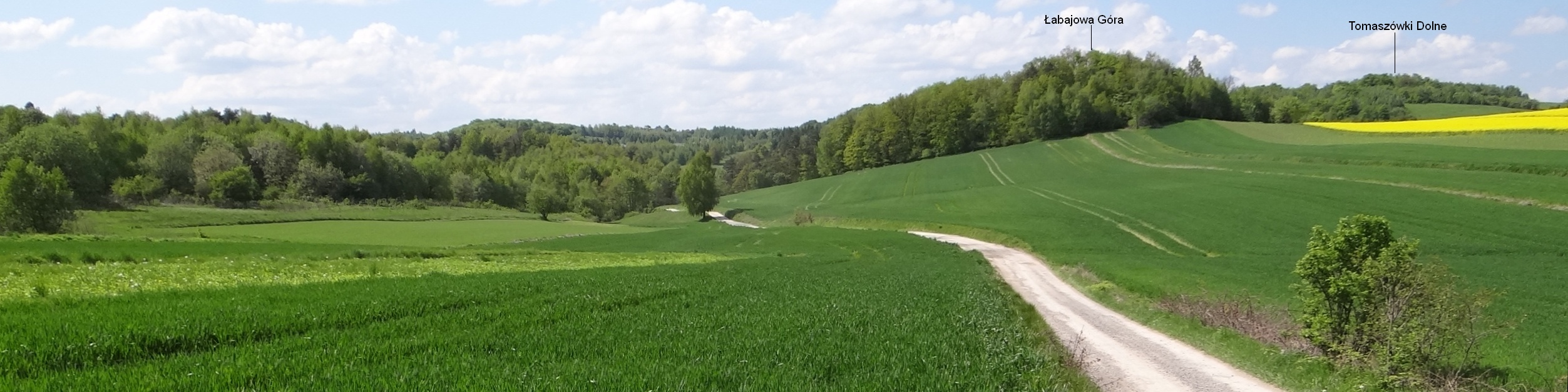
Widok od wschodniej strony na Łabajową Górę i Tomaszówki Dolne